# PTK

Hauptsitz in der kosovarischen Hauptstadt Pristina

Die PTK (deutsch Post- und Telekommunikationsgesellschaft des Kosovo, albanisch Posta dhe Telekomi i Kosovës Sh. A., serbisch Пошта и Телецомуникације Косова Д. Д. Pošta i Telekomunikacije Kosova D. D.) ist das staatliche Telekommunikationsunternehmen des Kosovo. Mit um die 850.000 Kunden ist PTK der bedeutendste Kommunikationsanbieter im Kosovo.

## Geschichte
Das Unternehmen entstand 1959 als Nachfolger des regionalen Zweiges des ehemaligen jugoslawischen Staatsunternehmens, das als Monopolist für die Post, die Telefonverbindungen und Telegrafie-Dienstleistungen zuständig war.
Am 30. September 1990 folgte der Zusammenbruch; aufgrund eines durch die Regierung von Slobodan Milošević verabschiedeten Gesetzes mussten alle albanischen Mitarbeiter des Unternehmens den Betrieb verlassen.
Während des Kosovokriegs wurden alle Räumlichkeiten des Unternehmens zerstört. Danach wurde das Hauptgebäude wieder von der KFOR, der UNMIK und einigen ehemaligen Vertretern der PTK aufgebaut.
Am 29. Juni 2005 wurde der Name von Posta dhe Telekomi i Kosovës SH. A. auf PTK Sh. A. geändert. Am gleichen Tag entschieden die Aktionäre, das sind die Regierung des Kosovo und Monaco Telecom, 550 Millionen Euro in das Unternehmen zu investieren.
Am 25. Juni 2009 gründete die PTK mit weiteren Unternehmen in Albanien den Mobilfunkanbieter Plus. PTK ist Teilhaber des Unternehmens.
Die PTK hat die Form einer Aktiengesellschaft und gliedert sich in drei Zweige:
- die Posta e Kosovës, zuständig für den Post-Service,
- die Telekomi i Kosovës zuständig für Festnetztelefonie und Internet
- und die Mobilfunkgesellschaft Vala für den Mobilfunkbereich.[1]

2009 beschäftigte das Unternehmen circa 3.205 Mitarbeiter.